# Desmodium renifolium
Desmodium renifolium är en ärtväxtart som först beskrevs av Carl von Linné, och fick sitt nu gällande namn av Anton Karl Schindler. Desmodium renifolium ingår i släktet Desmodium och familjen ärtväxter. Utöver nominatformen finns också underarten D. r. renifolium.